# 탄소배출권 거래
탄소배출권 거래(영어: Carbon emission trading, 배출 교역 계획: emission trading scheme, ETS, 또는 한정량 및 거래 계획(cap and trade))는 이산화 탄소(CO2) 및 기타 온실 가스(GHG)에 대한 배출권 거래 계획이다. 이는 탄소 가격 설정의 한 형태이다. 탄소배출권 거래의 목적은 배출에 대한 제한된 허용량을 갖춘 시장을 만들어 기후 변화를 제한하는 것이다. 이는 화석 연료의 경쟁력을 감소시키고, 대신 풍력 발전 및 태양광 발전과 같은 재생 에너지로의 투자를 가속화할 수 있다. 화석연료는 기후변화의 주요 원인이다. 화석 연료의 연소는 기후 변화의 주요 원인으로, 모든 이산화탄소 배출량의 89%와 모든 온실 가스 배출량의 68%를 차지한다.

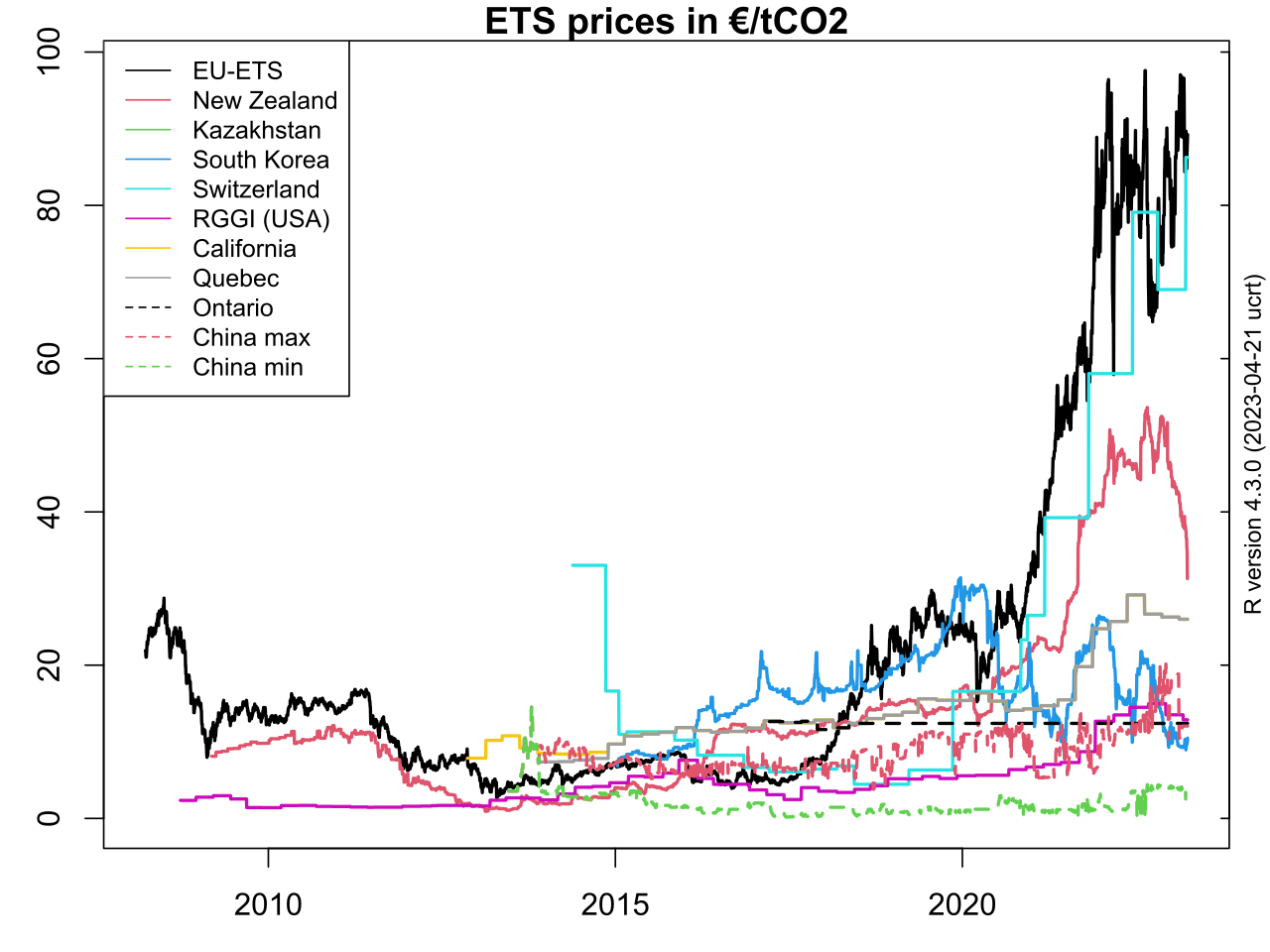
주요 배출 거래 체계에서의 탄소배출 허가권 가격 (유로) 배출되는 이산화탄소 톤당 (2008년부터 2023년 5월까지)

배출권 거래는 참여하는 모든 배출자가 생성하는 배출에 대한 정량적 총 한도를 설정한다. 결과적으로, 가격은 이 목표에 자동으로 조정된다. 이것은 고정된 탄소세에 비해 주요 장점이다. 배출권 거래에서는 할당된 배출 허용량을 초과하는 배출량을 갖는 오염원은 추가 배출권을 구매해야 한다. 반면, 적은 배출량을 갖는 기관은 타 기관에게 탄소 배출권을 판매할 수 있다. 결과적으로, 가장 비용 효율적인 탄소 감축 방법이 먼저 활용된다. 탄소 배출권 거래와 탄소세는 파리 협정에 따라 약속을 이행하기 위해 국가들이 흔히 사용하는 방법이다.
탄소배출권 거래 체계는 현재 중국, 유럽 연합 및 다른 국가들에서 운영되고 있다.그러나 이러한 체계들은 일반적으로 글로벌 온난화를 1.5°C 또는 "2°C 이하로 유지하기 위해 필요한 정의된 탄소 예산과 조화되지 않는다. 기존 계획은 제한된 배출 범위만 포함한다 유럽 연합 배출권 거래 체계(EU-ETS)는 주로 산업 및 대규모 발전소에 중점을 두며, 운송 및 개인 소비에 대한 추가 체계는 회원국에 위임된다. 단위는 이산화탄소 등가량으로 측정되지만, 농업에서의 메테인(CH4) 또는 이산화 질소(N2O)와 같은 강력한 온실가스는 일반적으로 아직 이러한 체계에 포함되지 않는다. 이외에도 과잉 공급은 배출권 가격의 하락으로 이어져 거의 화석 연료 연소에 영향을 미치지 않는다. 2021년 9월, 배출권 거래 수단(ETAs)의 가격은 중국의 새로운 국가 탄소 시장에서 1tCO2당 €7에서 EU-ETS에서 1tCO2 당 €63까지 다양한 범위를 보였다. 최신 탄소 사회 비용 모델은 경제 피드백 및 글로벌 GDP 성장률 하락의 결과로 인해 1tCO2당 3,000달러 이상의 피해를 계산하며, 정책 권고안은 대략 1tCO2당 50달러에서 200달러 정도다.

## 시장 메커니즘 개요
기후변화의 경제적인 문제는 온실 가스(GHGs) 배출자가 자신의 행동의 전체 비용 영향을 직면하지 않는 것이다. 이러한 다른 비용을 외부 비용이라고 한다. 외부 비용은 다른 사람들의 복지에 영향을 미칠 수 있다. 기후 변화의 경우 GHG 배출은 현재와 미래의 사람들의 복지뿐만 아니라 자연 환경에도 영향을 미친다. 탄소의 사회적 비용은 배출의 미래 개발에 따라 달라진다. 이는 배출 거래의 동적 가격 모델로 해결할 수 있다.
온실가스 배출에 대한 배출권 거래 체계는 대기에 대한 재산권을 설정함으로써 작동한다. 대기는 전역적인 공공재이며 GHG 배출은 국제 외부적인 것이다. 모든 온실가스 원천은 대기 중 GHG 총량에 기여한다. 배출 거래의 캡-거래 변형에서는 자원(캡)에 대한 접근 한도가 정의되고, 그런 다음 허가증 형태로 사용자에게 할당된다. 실제 배출량과 허가증 간의 비교를 통해 준수가 확인된다.이에는 캡 내에서 거래된 허가증도 포함된다. 배출 거래의 환경적 무결성은 거래를 허용할지 여부가 아닌 캡 설정에 달려 있다.
온실가스가 규제되는 배출 거래 프로그램에서 한 개의 배출 허가증은 일 톤의 이산화 탄소(CO2) 배출에 상응한다. 다른 배출 허가증에는 탄소 크레딧, 교토 단위, 할당량 단위 및 인증된 배출 감소량(CER)이 있다. 이러한 허가증은 시장 가격에 따라 사적으로 또는 국제 시장에서 판매될 수 있다. 이러한 거래는 국제적으로 이루어지고 결제되므로 국가간에 허가증을 이전할 수 있다. 각 국제 이전은 기후변화에 관한 유엔 기본 협약(UNFCCC)에 의해 검증된다. 유럽 연합 내에서의 소유권 이전은 유럽 연합 집행위원회에 의해 추가로 검증된다.
유럽 연합 배출권 거래 체계(EU-ETS)와 같은 배출 교환 프로그램은 교토 프로토콜에서 지정된 국가 간 거래를 보완하여 허가증의 개인 거래를 허용함으로써 작동한다. 이러한 프로그램은 일반적으로 교토 프로토콜의 프레임워크 내에서 제공된 국가 또는 지역적 교토 목표를 달성하기 위한 최저 전체 경제 비용을 고려하여 개인 회사에게 허가증을 할당한다.
다른 온실가스도 거래될 수 있지만, 그들의 글로벌 온난화 잠재력에 따라 이산화탄소의 표준 배수로 인용된다. 이러한 기능은 비즈니스에 대한 할당량의 재정적 영향을 줄이면서 국가 및 국제적 수준에서 할당량이 충족되도록 한다.
유엔 기후 변화와 관련된 탄소 크레딧 거래를 하는 거래소로는 유럽 기후 거래소, NASDAQ OMX Commodities Europe, PowerNext, Commodity Exchange Bratislava 및 유럽 에너지 거래소가 있다. 시카고 기후 거래소는 2010년까지 참여했다. NASDAQ OMX Commodities Europe는 인증된 배출 감소량이라는 CDM 탄소 프로젝트에서 생성된 오프셋을 거래하기 위한 계약을 상장했다. 현재 많은 기업이 배출 저감, 오프셋 및 포집 프로그램에 참여하여 거래소 중 하나에서 판매할 수 있는 크레딧을 생성한다. 2008년에는 캔터코2e와 같은 하나의 사설 전자 시장이 설립되었다.브라티슬라바 상품 거래소에서의 탄소 크레딧은 Carbon place라는 특별한 플랫폼에서 거래된다.다양한 시장 간의 국제 시스템을 연결하는 다양한 제안이 조사되고 있다. 이는 국제 탄소 행동 파트너십(ICAP)에 의해 조정되고 있다.

## 경제

### 효율성과 형평성
효율성(주어진 목표를 최소 비용으로 달성하는 것)과 공정성(공정함)을 분리하여 분석하는 것이 가능하다. 경제학자들은 일반적으로 배출을 효율적으로 규제하기 위해서는 모든 배출자가 그들의 행동에 대한 전체 비용(즉, 그들의 행동의 전체 한계 사회적 비용)을 직면해야 한다고 합의한다. 특정 경제 부문이나 지역에만 적용되는 배출 규제는 전체적인 배출 감축 노력의 효율성을 급격하게 감소시킨다.그러나 미래 기후 변화를 줄이는 데 드는 비용과 혜택, 또는 미래 기후 변화에 대한 적응의 비용과 혜택을 어떻게 분담할지에 대해 과학적인 합의는 없다.

### 탄소 누출
국내 탄소 배출 거래 제도는 해당 거래 제도를 가진 국가의 배출만 규제할 수 있다. 이 경우, 온실 가스 배출이 다른 규제가 적은 지역이나 부문으로 "누출"(탄소 배출)될 수 있다. 누출은 긍정적일 수 있으며, 이 경우 국내 배출 감축 노력의 효과를 줄일 수 있다. 누출은 때로는 부정적일 수 있으며, 국내 감축 노력의 효과를 증가시킬 수 있다(부정적인 누출은 때로는 스피로버(spillover)라고도 한다. 예를 들어, 개발된 국가에만 적용된 탄소세가 개발도상국으로 긍정적인 누출을 일으킬 수 있다(Goldemberg 등, 1996, pp. 27-28). 그러나 기술적 발전으로 인한 국내 온실 가스 규제도로 인한 부정적인 누출도 발생할 수 있다. 이는 규제가 적은 지역에서도 배출을 줄이는 데 도움이 될 수 있다.

### 경쟁력 리스크
탄소 누출을 해결하는 한 가지 방법은 국제 경쟁에 취약한 부문에 무료 배출 허가를 제공하는 것이다(Carbon Trust, 2009). 이는 해당 부문에 대한 보조금의 역할을 한다. 허가의 무료 할당은 Garnaut 기후 변화 검토에서 반대되었다. 그것은 그것을 정당화하는 상황이 없다고 생각했으며, 정부는 허가의 완전한 경매 수입을 투명하게 처리하거나 보상 청구에 대처할 수 있다고 판단했다. 경제적으로 효율적인 선택은 그러나 국경 조정(Border adjustments)일 것이다(Neuhoff, 2009; Newbery, 2009). 국경 조정은 규제가 적은 국가로부터 수입된 상품에 관세를 부과함으로써 작동한다. 국경 조정의 문제는 무역 보호주의를 위장할 수 있다는 점이다. 일부 종류의 국경 조정은 또한 배출 누출을 방지하지 못할 수도 있다.

### 허가증 발급: '조부' 대 경매
탄소 배출 규모를 거래할 수 있는 허가는 기존 배출자에게 무료로 할당되거나 경매를 통해 두 가지 주요 방식으로 기업에 발급될 수 있다. 과거 배출에 따라 허가를 할당하는 것을 "조부권"이라고 한다(Goldemberg 등, 1996, p. 38). 조부권 허가는 다른 옵션인 허가를 판매(경매)하는 것처럼 배출에 가격을 설정한다. 이는 허가 책임자인 오염원이 배출을 줄이도록 동기를 부여한다. 그러나 조부권 허가는 역방향 동기를 유발할 수 있다. 예를 들어, 배출을 극적으로 줄이려고 한 기업은 향후 더 적은 허가를 받게 될 수 있다. 할당은 또한 덜 오염되는 기술로의 기술 발전을 늦출 수 있다.Garnaut 기후 변화 검토는 '조부권' 허가가 '무료'가 아니라고 언급했다. 허가는 희귀하므로 가치가 있으며, 그 가치의 혜택은 발신자에게 완전히 취득된다. 이 비용은 일반적으로 비용을 전달할 수 없는 소비자에게 다른 곳에 부과된다. 그러나 무료 허가를 받는 이윤을 최대화하는 기업은 배출의 새로운 비용이 0이 아니기 때문에 고객에게 가격을 인상할 것이다.
"조부권"의 두 번째 방법은 역사적 배출이 아닌 경제적 재화의 현재 생산을 기준으로 할당하는 것이다. 이 할당 방법에 따르면 정부는 충분히 무역 노출되었다고 판단되는 각 재화에 대해 배출의 벤치마크 수준을 설정하고 기업에게 이 재화의 생산에 따라 단위를 할당할 것이다. 그러나 생산에 비례하여 허가를 할당하는 것은 묵시적으로 생산을 보조하는 것이다. Garnaut 보고서는 무료 허가 할당 방법에 대해 높은 복잡성, 높은 거래 비용, 가치 판단, 임의의 배출 기준의 단점이 있다고 언급했다.
반면, 허가를 경매하는 것은 정부에 수익을 제공한다. 이러한 수익은 저탄소 투자를 자금 지원하는 데 사용될 수 있을 뿐만 아니라 왜곡적 세금을 줄이는 데도 사용될 수 있다. 따라서 허가를 경매하는 것이 허가를 할당하는 것보다 더 효율적이고 공정할 수 있다(Hepburn, 2006, pp. 236–237). 로스 가르노트는 완전한 경매가 더 큰 투명성과 책임성을 제공하며, 정부가 허가 수익을 통제하기 때문에 시행 및 거래 비용이 낮아진다고 언급했다.
허가 경매로부터의 수익 재활용은 탄소 배출 규제 및 거래 체계의 경제 전반적 사회 비용의 상당 부분을 상쇄할 수 있다. 세금 왜곡을 줄이는 것 외에도, Kerr와 Cramton(1998)은 단위의 경매가 비용을 분배하는 데 더 유연하며, 혁신을 유도하는 더 많은 인센티브를 제공하며, 경제 임대료 할당에 대한 정치적 논쟁을 줄인다고 언급한다.

### 무상 할당 로비
헵번에 따르면,  산업은 어떤 경매 방식이든 강력하게 반대할 것으로 예상된다. 헵번 등(2006)은 비즈니스가 배출 허가 경매를 반대하는 경향이 있지만, 거의 모든 경제학자가 허가를 경매하는 것을 추천하는 것은 사실로 확인되었다. 가르노트는 무료 할당의 복잡성과 관련된 큰 금액이 비생산적임대료 추구 행위와 정부에 대한 로비 활동을 촉진한다고 언급하며, 이러한 활동은 경제 가치를 흩뜨리는 것이라고 한다.

### 급여액 배급
배출 허가는 무료로 제공되거나 경매될 수 있다. 전자의 경우, 정부는 탄소 수익을 받지 않으며, 후자의 경우 (평균적으로) 허가의 전체 가치를 받는다. 어느 경우에나 허가는 동등하게 부족하고 시장 참여자에게 동일한 가치를 가진다. 개인 시장 (허가 거래를 위한)이 허가의 최종 가격을 결정하기 때문에, 가격은 무료 또는 경매에 관계없이 동일할 것이다. 이것은 일반적으로 이해되고 있다.
무료 허가에 관한 두 번째 포인트("조부권"으로 일반적으로 알려짐, 즉, 과거 배출에 비례하여 제공됨)는 종종 오해가 되어 있다. 무료 허가를 받는 기업은 그들이 전체 가격을 지불한 것처럼 그것들을 처리한다. 이는 생산에 탄소를 사용하는 데 두 가지 배치 모두 같은 비용이 들기 때문이다. 경매된 허가의 경우, 비용이 명백하다. 무료 허가의 경우, 비용은 허가를 전체 가치로 판매하지 않은 비용이다. 이것을 "기회 비용"이라고 정의한다. 배출 비용은 일반적으로 한계 비용이다(생산량과 함께 증가함). 이 비용은 생산 비용을 인상함으로써 전달된다(예: 휘발유 또는 전기 비용 인상).

### 우발 이익
무료로 허가를 받는 기업은 기회 비용을 제품 가격의 인상 형태로 전달할 것이다. 따라서, 그 캡 아래에서 이전과 같은 양의 생산을 판매하고, 생산 기술에 변화가 없는 경우, 무료로 받은 허가의 전체 가치(시장 가격에서)는 예상외 이익이 된다. 그러나, 캡이 생산량을 줄이고 종종 효율성을 높이기 위한 비용을 회사에 부과하므로, 예상외 이익은 무료 허가의 전체 가치보다 적을 것이다.
일반적으로, 허가가 배출자에게 무료로 할당된다면, 그들은 그것에서 이익을 얻을 것이다. 그러나 만약 그들이 전체 가격을 지불해야 하거나, 탄소에 과세되어야 한다면, 그들의 이익은 줄어들 것이다. 만약 탄소 가격이 실제 탄소 사회 비용과 정확히 같다면, 장기적인 이익 감소는 단순히 이 새로운 비용을 지불하는 결과를 반영할 것이다. 이 비용을 지불해야 하는 것이 예상치 못한 경우, 변경된 규정에 따른 일회성 손실이 발생할 가능성이 높다. 그러나 이러한 변화에 대한 미리 알림이 있다면, 또는 탄소 가격이 점진적으로 도입된다면, 이 일회성 규정 비용은 최소화될 것이다. 탄소 가격 적용에 대한 충분한 사전 고지가 있었기 때문에, 이 효과는 평균적으로 무시할 수 있을 정도로 무시해도 좋다.

## 시장 경향
2021년 중국 국가 탄소 거래 제도가 시작되면서 탄소배출권 거래가 급속히 증가했다. 이에 따라 유럽 연합 탄소 배출권 거래(EU ETS)의 허가 증가 비용이 석탄 발전의 비용을 증가시키는 효과가 있었다.

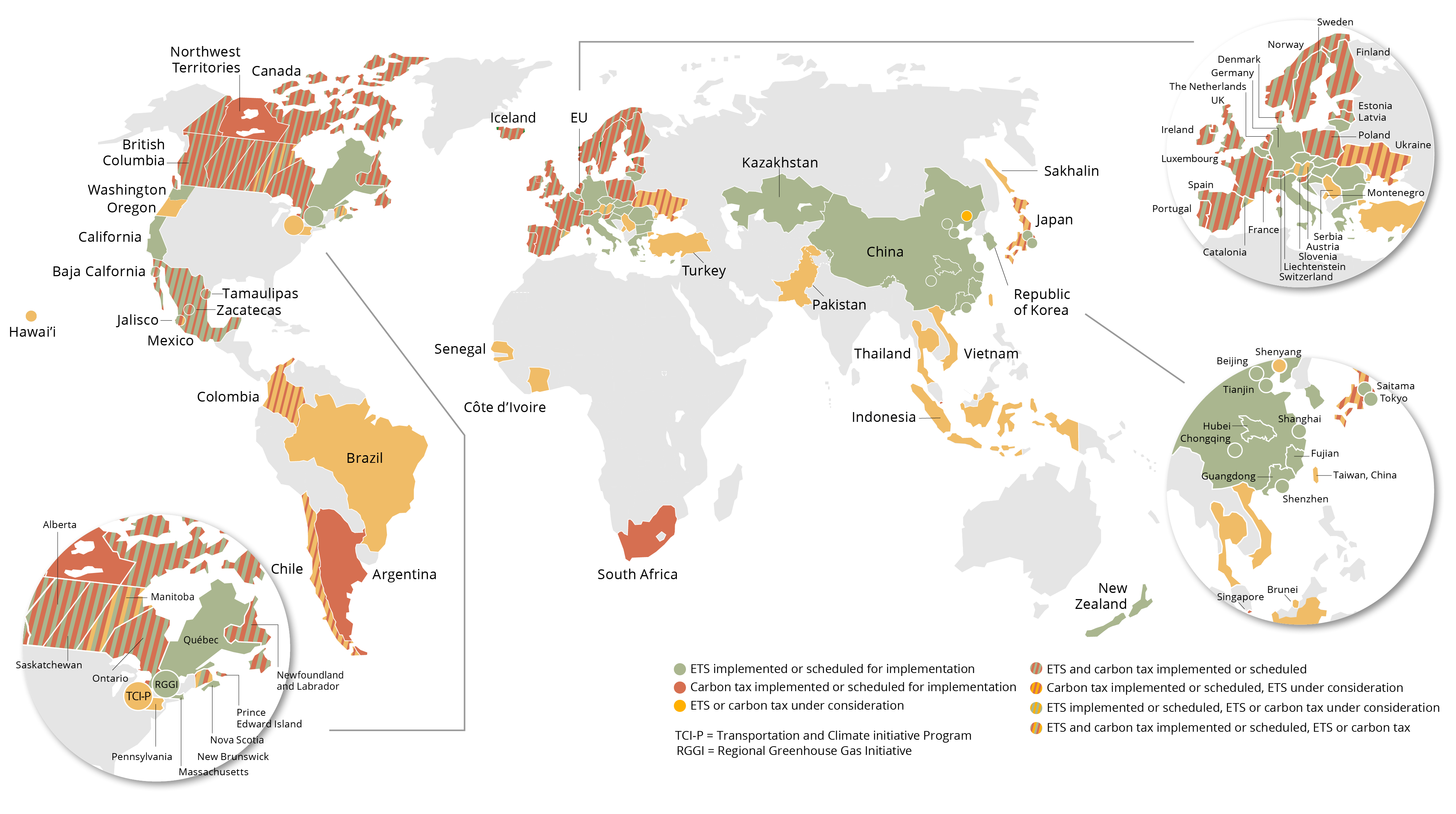
전 세계 탄소세 및 배출권 거래제도 지도 (2021년)

미국 에너지 효율 협회( American Council for an Energy Efficient Economy, ACEEE)의 2019년 연구에 따르면, 온실 가스 배출에 대한 가격 부과 노력이 북미에서 증가하고 있다. 알버타, 브리티시 콜럼비아, 콜로라도 보울더에 이미 시행 중인 탄소 세금 외에도, 캘리포니아, 퀘벡, 노바스코샤 및 리저널 온실 가스 이니셔티브(RGGI)를 구성하는 아홉 개의 북동부 주에서 실행 중인 탄소 배출권 거래 프로그램이 있다. 여러 다른 주와 주정부가 배출에 가격을 부과하는 것을 고려 중이다.

## 영업 반응
국제 항공 운송 협회(International Air Transport Association, IATA)는 230개 회원 항공사로 구성되어 있으며 국제 항공 교통의 93%를 차지한다. 그들은 거래가 "기준 설정"에 기초해야 한다고 주장한다. 이는 산업 평균을 기반으로 배출 수준을 설정하는 것으로, "조부 제도"는 개별 회사의 이전 배출 수준을 사용하여 그들의 미래 허가 허용량을 설정한다. 그들은 조부 제도가 "자신들의 항공기 기술을 현대화하기 위해 초기에 조치를 취한 항공사를 처벌할 것이며, 올바르게 설계된 경우, 기준 설정 방식은 더 효율적인 운영을 보상할 것"이라고 주장한다.
그러나 2021년에는 선주들이 EU ETS에 포함되는 것에 반대한다고 밝혔다.

## 비평
탄소배출권 거래는 다양한 이유로 비판받고 있다. 예를 들어, 인기 과학 잡지 뉴 사이언티스트(New Scientist)에 실린 Lohmann의 (2006) 논문은 미국 SO2 시장과 같은 이전의 오염 배출권 거래 체계와 달리 기후 안정화 정책으로서 오염 배출권 거래를 피해야 한다고 주장했다. 이는 사회와 기술을 재조직하여 "대부분의 남은 화석 연료를 안전하게 지하에 두는 것"을 필요로 한다. 탄소 거래 체계는 종종 가장 많은 오염을 일으키는 기업에 '우발 이익'을 제공하여 과거 생산량과 일치하는 충분한 탄소 크레딧을 부여할 때 이익을 돌려준다. 비싼 장기 구조적 변화는 보통 덜 발달한 국가에서 제공되는 더 저렴한 탄소 크레딧을 통해 이루어지므로 실현되지 않을 것이다. 이 때문에 종종 지역 오염을 일으키는 기업이 지역 사회의 비용을 지불하며 탄소 크레딧을 발생 시킨다.

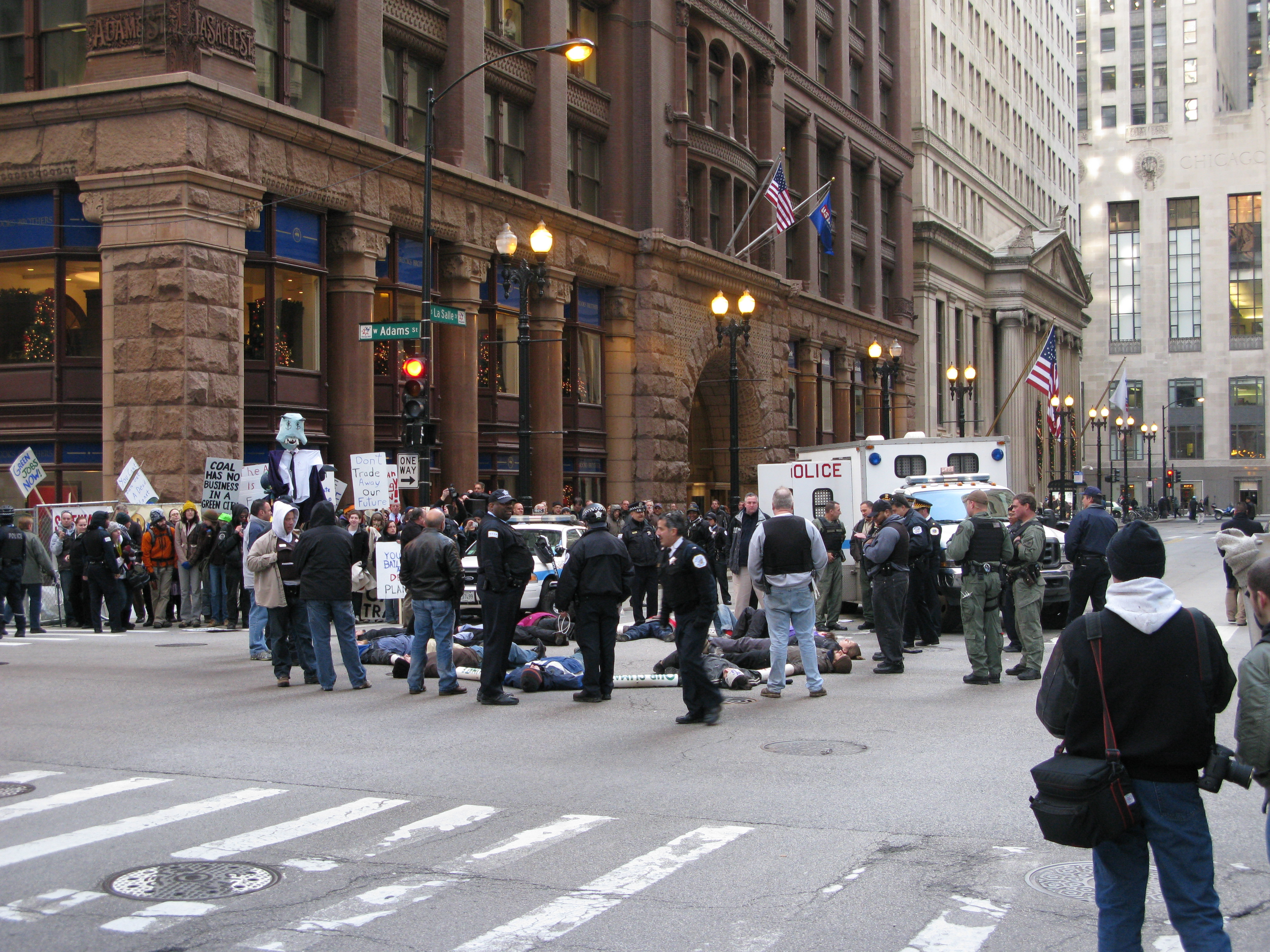
2009-11-30 시카고 클라이메이트 저스티스 활동가들이 시카고 루프의 시카고 클라이메이트 거래소 건물 앞에서 캡 앤 트레이드 법안에 반대하는 시위

탄소 거래의 비판자들은 탄소 거래가 개인의 생활 양식과 탄소 발자국에 지나치게 집중되어 주목해야 할 더 넓은 시스템적 변화와 집단적 정치적 조치로부터 주의를 돌리는 것이라고 주장한다.Corner House와 같은 단체들은 시장이 단기적으로 주어진 양의 탄소를 절약하기 위해 가장 쉬운 수단을 선택할 것이며, 이는 장기적이고 큰 규모의 감소를 달성하기 위해 필요한 경로와 다를 수 있다고 주장한다. 따라서 시장 중심의 접근 방식은 기술의 잠재력을 강화할 것이다. 예를 들어, 기술을 더 효율적으로 만드는 투자를 통해 비용 효율적으로 작은 감축이 자주 이루어질 수 있지만, 큰 감축을 위해서는 기술을 폐기하고 다른 기술을 사용해야 할 수도 있다. 또한, 탄소배출권 거래가 잘 결합되지 않는 대안적 오염 제어 접근 방식을 약화시키고 있으며, 그 결과 더 적은 오염을 일으키는 기술로의 중요한 변화를 실제로 막고 있다고 주장한다. 2010년 9월, 캠페인 단체 FERN이 "탄소 거래: 그 작동 방식과 왜 논란적인가"라는 보고서를 발표했다.
금융 타임즈는 캡 앤 트레이드 시스템에 대한 기사에서 "탄소 시장은 혼란을 일으킨다"고 주장했으며, "...검증할 수 없는 조작에 많은 여지를 남겨두었다."Lohmann (2009)은 배출권 거래 체계가 새로운 불확실성과 위험을 초래한다고 지적했다. 이는 파생 상품을 통해 상품화될 수 있으며, 이로써 새로운 투기 시장을 만들어낸다.
중국에서는 일부 기업이 온실 가스를 인위적으로 생산하여 재활용하고 탄소 크레딧을 획득하는 목적으로 시작했다. 이와 유사한 실천이 인도에서도 이루어졌다. 얻은 크레딧은 미국과 유럽의 기업에 판매되었다.
캡 앤 트레이드 체계의 문제를 피하기 위한 대안 제안으로는 아일랜드 의회가 2008년에 고려한 Cap and Share와 Sky Trust 체계가 있다. 이러한 체계들은 캡 앤 트레이드 체계가 기본적으로 가난한 사람들과 시골 지역의 에너지 소비 옵션 선택이 적은 사람들에게 영향을 미친다고 주장했다.
탄소 거래는 부자 국가가 비효율적인 산업 프로젝트에서의 탄소 절감에 대한 크레딧을 받으며 소비 수준을 유지하는 식의 식민주의 형태로 비판되기도 한다. 재정적 자원이 적은 국가들은 산업 기반을 개발하기 위해 필요한 허가를 구입할 여유가 없을 수 있으므로 이러한 국가들의 경제 발전을 저해할 수 있다.
교토 의정서의 깨끗한 개발 메커니즘은 충분한 지속 가능한 발전을 촉진하지 않는다는 비판을 받았다.
또 다른 비판은 일부 국가들이 보유한 허가의 과잉으로 인해 교토 프로토콜에 따라 존재하지 않는 배출 감소가 기록될 수 있다는 것이다. 예를 들어, 러시아는 소련 붕괴 후 경제적 붕괴로 인해 허가의 과잉을 가지고 있었다. 다른 국가들은 이러한 허가를 러시아로부터 구매할 수 있었지만, 이는 배출을 감소시키지 않았을 것이다. 오히려 이는 단순히 배출 허가의 재분배일 뿐이었다. 실제로 교토 프로토콜 당사자들은 아직 이러한 과잉 허가를 구매하지 않기로 선택했다.
캡 앤 트레이드 체계에 내재된 유연성과 복잡성으로 인해 이러한 체계에 대한 정책 불확실성이 많이 발생했다. 이러한 불확실성으로 인해 호주, 캐나다, 중국, EU, 인도, 일본, 뉴질랜드 및 미국의 이러한 체계가 계속해서 이해 관계자 간의 싸움으로 이어지고 있다.
Lohmann(2006b)은 기존 규제, 녹색 세금 및 "정의 중심" 및 "지역 사회 주도"의 에너지 정책을 지지했다. Carbon Trade Watch (2009)에 따르면, 탄소 거래는 "비참한 성적 기록"을 가지고 있었다.EU ETS의 효과성이 비판되었으며, CDM이 "환경적으로 효과적이지 않고 사회적으로 부정적인 프로젝트를 균일하게 우대했다"고 주장했다.
Annie Leonard의 2009년 다큐멘터리 "더 스토리 어브 캡 앤 트레이드"는 주요 오염 원인에게 무료 허가를 제공하여 불공평한 이점을 얻는다는 점, 탄소 오프셋과 관련된 부정 행위, 그리고 다른 해결책 탐색에서의 분산으로 탄소 배출 거래를 비판했다.

### 상쇄
유럽 환경 단체 FERN의 숲 캠페인 담당자인 Jutta Kill(2006)는 배출 감소를 위한 오프셋이 실제 배출 감소의 대체재가 아니라고 주장했다. Kill은 "탄소는 나무에 임시적이다: 나무는 화재, 질병, 기후 변화, 자연적 분해 및 목재 수확을 통해 쉽게 대기 중으로 탄소를 방출할 수 있다." 라고 말했다.

### 허가 공급 수준
규제 기관은 너무 많은 배출 허가를 발급할 경우 배출 허가의 가격이 매우 낮아질 수 있는 위험에 노출된다. 이는 허가 의무가 있는 기업들이 배출을 줄이는 동기를 감소시킨다. 반면에, 너무 적은 허가를 발급하면 과도하게 높은 허가 가격이 발생할 수 있다.이는 가격 바닥, 즉 최소 허가 가격과 가격 천장, 즉 허가 가격 제한을 가진 혼합형 기구의 주장이다. 그러나 가격 천장(안전 가치)은 특정 배출량 한도에 대한 확실성을 제거한다.

### 허가 할당 Vs 경매
만약 오염원이 배출 허가를 무료로 받는다면("조부 제도"), 이는 앞으로 더 적은 허가를 받게 될 것을 고려하면 배출을 줄이지 않을 이유가 될 수 있다.
이러한 역행적 인센티브는 허가를 경매로 판매함으로써 완화될 수 있다. 즉, 허가를 오염원에게 주는 것이 아니라 오염원에게 판매된다. 경매는 허가를 가장 높은 입찰자에게 판매하는 방법으로, 경매에서 얻은 수입금은 정부에게 돌아가 지속 가능한 기술 개발또는 비효율적인 세금을 줄이기 위해 사용될 수 있다. 이는 전체 캡 정책의 효율성을 향상시킨다.
반면에, 허가를 할당하는 것은 국제적으로 경쟁에 노출된 국내 기업을 보호하기 위한 조치로 사용될 수 있다. 이는 국내 기업이 동일한 규제를 받지 않는 다른 기업들과 경쟁할 때 발생한다. 이러한 이유로 허가 할당이 유리하다는 주장은 EU ETS에서 사용되어 왔다. 여기서 국제적으로 노출된 산업(예: 시멘트 및 철강 생산)은 무료 허가를 받게 되었다.

### 구조화 문제
기업 및 정부의 탄소 배출 거래 체계는 돈 세탁이 일어나도록 허용되는 방식으로 수정되었다.여기서 주된 요점은 재정 시스템 혁신(은행 외부)이 비은행 거래가 비교적 감시되지 않는 시장에서 일어날 가능성을 열어둔다는 것이다.

### 탄소 누출
현재의 탄소 배출 거래 상태에서는 2021년 기준으로 전 세계의 온실 가스 배출량의 약 22%가 64개의 탄소 세금 및 배출권 거래 시스템으로 커버되고 있다. 이는 아직도 몇몇 회원 국가가 교토 프로토콜을 비준하지 않은 것을 의미한다. 이는 해당 기구에 포함된 에너지 집약적 산업들에게 경쟁력이 감소하고 있다고 주장하는 문제를 야기한다. 이러한 기업들은 따라서 탄소 누출 문제에 기여하는 전략적 생산 결정을 내리도록 강요된다. 탄소 누출 및 이에 따른 환경 영향을 완화하기 위해, 정책 결정자들은 국제 기후 정책을 조화시키고 기업이 생산을 환경 규제가 더 관대한 지역으로 이전하는 것을 막기 위한 인센티브를 제공해야 한다. 전 세계 기업 간의 공정한 경쟁 환경은 경쟁력을 유지하면서 기후 변화에 효과적으로 대응하는 데 필수적이다.

## 역사
1992년 리우데자네이루에서 160개국이 유엔 기후 변화 협약(UNFCCC)에 동의함으로써 프로세스가 시작되었다. 필요한 세부 사항은 유엔 총회(UNFCCC COP)에 의해 해결되도록 남겨졌다.
1997년에는 온실 가스를 줄이기 위한 최초의 주요 협정인 교토 프로토콜이 체결되었다. 38개 발전된 국가(첨부 1국가)가 목표와 일정을 목표로 선언했다. 결과적으로 온실 가스 성장에 대한 불변의 제한은 국가가 자국 내 조치에만 의존해야 할 경우 상당한 비용이 발생할 수 있다.
다음은 세계은행에 따른 전 세계 탄소 시장의 규모 추정치이다.
부피 (백만 메트릭 톤, MtCO2)
2005년: 718 (주요 허가 시장에서 330 및 프로젝트 기반 거래에서 388)
2006년: 1,745 (주요 허가 시장에서 1,134 및 프로젝트 기반 거래에서 611)
2007년: 2,983 (주요 허가 시장에서 2,109 및 프로젝트 기반 거래에서 874)

## 국가별 사례

### 호주
2003년 뉴사우스웨일스주정부는 일방적으로 뉴사우스웨일스 온실 가스 저감 제도를 도입하여 발전소 및 대형 소비자에게 NSW 온실 가스 저감 인증서(NGACs)를 구매하도록 요구하여 배출량을 줄이기로 결정했다. 이로 인해 신용으로 자금을 지원하여 에너지 효율적인 소형 형광등 및 기타 에너지 효율 조치가 전개되었다. 이 제도는 뉴사우스웨일스 대학교(UNSW) 에너지 및 환경 시장 센터(CEEM)에 의해 비효율적인 배출 감소, 투명성 부족 및 배출 감소의 추가성을 확인하지 않는다는 이유로 비판을 받았다.
2007년 연방 선거 전에는 현직인 하워드 연방 정부와 러드 노동당 야당 모두 배출 거래제(ETS)를 시행할 것을 약속했다. 노동당이 선거에서 승리하자 새 정부가 ETS를 시행하기 시작했다. 새로운 루드 정부는 리버럴당(현재 말콤 터널가 주도)이 지지했던 탄소 오염 저감 체계를 도입했다. 토니 애빗은 ETS를 의심하며 "간단한 세금"을 배출 저감의 최선의 방법으로 주장했다. 탄소 투표 직전, 애빗은 리더십 도전(2009년 12월 1일)에서 터널러를 이겼고, 그 후 리버럴당은 ETS에 반대하게 되었다. 이로써 루드 노동당 정부는 법안 통과를 확보할 수 없게 되었고, 이후 철회되었다.
줄리아 질라드가 2010년 6월에 리더십 도전에서 루드를 이기고 연방 총리가 되었다. 그녀는 친환경 세금을 도입하지 않겠지만, 탄소 가격을 입법화할 것이라고 약속했다. 2010년 선거에서 정부를 이끌며 십여 년간의 최초 호텔로 결과에 도달하기 위해 녹색과 같은 여러 당들의 지원을 필요로 했다. 그리고 그린은 친환경 가격이 요구되었고, 이를 기반으로 소수 정부를 구성하기 위해 질라드는 계속해서 나아갔다. 일정 기간 내에 고정된 탄소 가격은 "탄소 세금"으로 특징 지어지며, 정부가 2011년 2월에 "클린 에너지법"을 제안할 때, 야당은 이를 선거 약속의 깨진 것으로 규정했다.
하원은 2011년 10월에 법률을 통과시켰고, 상원은 2011년 11월에 통과시켰다. 리버럴당은 선출되면 법률을 폐지할 것을 맹세했다. 따라서 이 법률은 유연성이 많이 내재되어 있으며 미래에 대한 불확실성이 많이 존재했다.
2013년 9월에 선출된 리버럴/국민 연합 정부는 이전 정부의 기후 법률을 뒤집을 것을 약속했다.2014년 7월에 탄소 세금과 2015년에 시작되어야 했던 배출 거래 체계(ETS)가 폐지되었다.

### 캐나다
캐나다의 퀘벡주와 노바스코샤주는 배출 거래 체계를 운영하고 있다. 퀘벡주는 서부 기후 이니셔티브를 통해 미국 캘리포니아주와 그 프로그램을 연결하고 있다.

### 중국
중국의 국가 탄소 거래 체계는 세계에서 가장 큰 규모다. 중국의 이산화탄소 배출에 대한 강도 기반의 거래 체계로, 2021년에 운영을 시작했다. 이 시스템의 초기 설계는 1700개 설치로부터 나오는 35억 톤의 이산화탄소 배출을 대상으로 한다. 중국은 2005년 수준과 비교하여 2020년에 단위당 GDP당 이산화탄소 배출량을 40~45% 줄일 것을 유엔 기후 변화 협약(UNFCCC) 하에 자발적으로 약속했다.
2011년 11월에 중국은 7개 지방과 도시 - 베이징, 충칭, 상하이, 심천, 톈진, 그리고 광둥성과 후베이성 - 에 대한 탄소 거래 시험을 승인했다. 각 지역마다 다른 가격이 적용되었다. 이 시험은 근시일 내에 국가 체계의 설계에 대한 소중한 교훈을 제공하고 실험하는 것을 목적으로 한다. 그러므로 그들의 성공 또는 실패는 국가 탄소 거래 시장에 대한 신뢰 측면에서 중국의 탄소 시장 발전에 매우 중요한 영향을 미칠 것이다. 일부 시험 지역은 2013년부터 2014년 사이에 거래를 시작할 수 있다.국가 거래는 2017년에 시작되고, 최대로는 2020년까지 시작될 것으로 예상된다.
국가 거래 시스템을 시작하기 위한 노력은 초기의 데이터 수집 및 오염 배출의 기초 수준 결정 과정에서 예상보다 오랜 시간이 걸렸던 등 몇 가지 문제에 직면했다. 초기 설계에 따르면, 처음으로 거래 체계에 포함되는 8개 섹터가 있다: 화학물질, 석유화학, 철강, 비철금속, 건설 자재, 종이, 전력 및 항공. 그러나 많은 기업들이 일관된 데이터가 부족했다. 따라서 2017년 말까지 배출 할당량의 배정이 시작되었지만, 현재는 전력 부문에만 제한되어 있으며 차차 확대될 예정이다. 그러나 시장의 운영은 아직 시작되지 않았다. 이 시스템에서 참여하는 기업들은 줄이기 위한 목표 수준을 충족시키도록 요청될 것이며, 이 수준은 점진적으로 축소될 것이다.

### 유럽 연합
이 절은 유럽연합 배출권 거래제에서 발췌한 것이다.
유럽 연합 배출권거래제(EU ETS)는 2005년 시작된 탄소 배출 거래 체계(또는 캡 앤 트레이드 체계)로, 유럽 연합 국가들의 온실 가스 배출을 줄이기 위해 의도되었다. 캡 앤 트레이드 체계는 특정 오염물질의 배출을 제한하고 기업들이 그 지역 내에서 배출 권리를 거래할 수 있도록 한다. EU ETS는 EU의 온실 가스 배출의 약 45%를 포함한다.

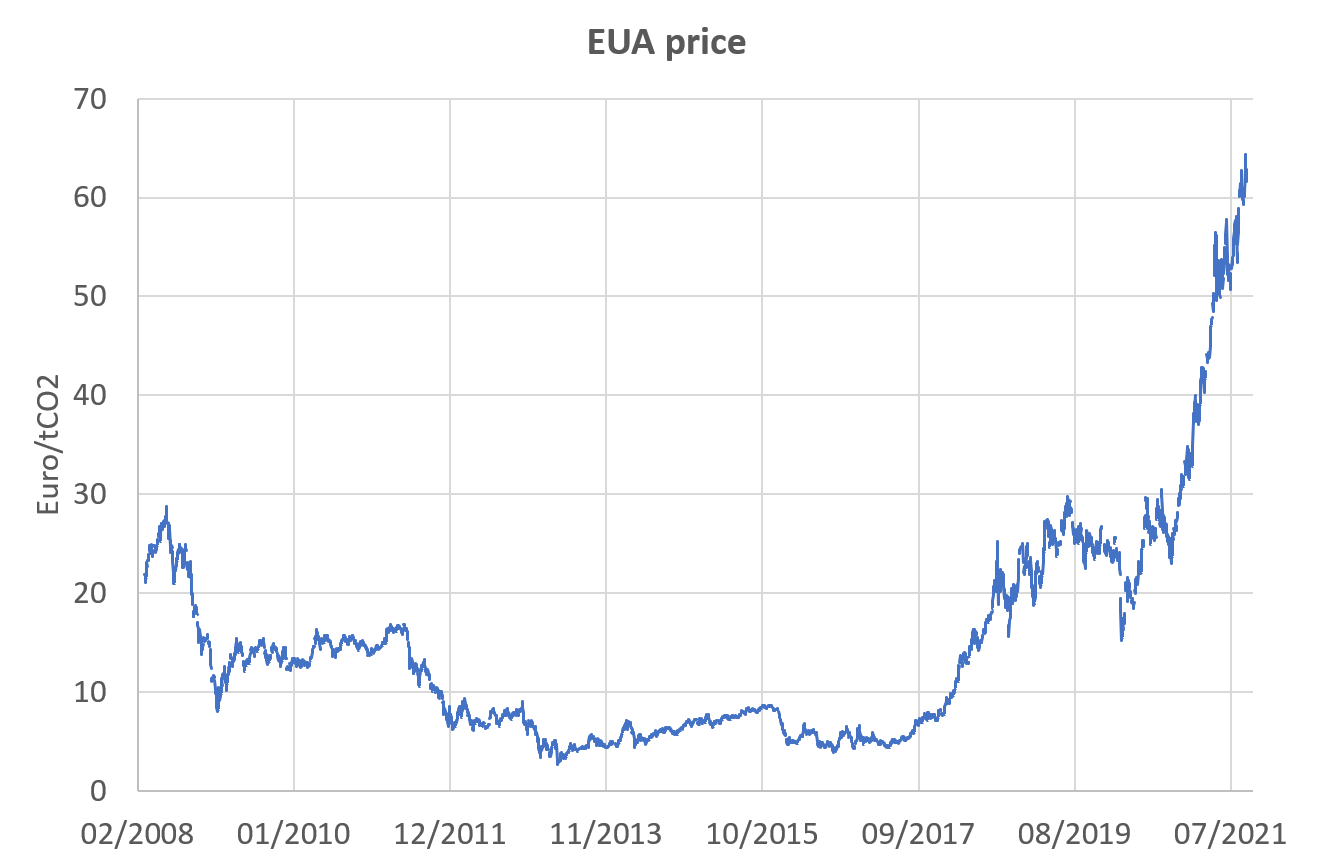
EU 배출권 거래제에서의 CO_{2} 가격

이 체계는 네 가지 "거래 기간"으로 나뉘어 있다. 첫 번째 ETS 거래 기간은 2005년 1월부터 2007년 12월까지 세 달 동안 계속되었다. 두 번째 거래 기간은 2008년 1월부터 2012년 12월까지 지속되었으며, 이는 교토 의정서의 첫 번째 약정 기간과 일치한다. 세 번째 거래 기간은 2013년 1월부터 2020년 12월까지 지속되었다. EU ETS가 처음 시행된 2005년과 비교하여, 2020년의 제안된 한도는 온실 가스를 21% 줄이는 것을 나타낸다. 이 목표는 2014년 EU ETS의 배출이 1,812억 톤으로 감소하여 6년 일찍 달성되었다.
네 번째 단계는 2021년 1월부터 시작되어 2030년 12월까지 계속될 것이다. 이 기간 동안 달성해야 할 배출 감소량은 2021년 11월 기준으로 불분명하다. 왜냐하면 유럽 그린 뉴딜은 2005년 대비 2030년 EU ETS 감축 목표를 -43%로 강화해야 하기 때문이다. 유럽 위원회는 "Fit for 55" 패키지에서 2030년 EU ETS 감축 목표를 2005년 대비 -61%로 증가시키는 것을 제안하다.
EU 국가들은 배출권 거래 체계를 기후 목표 달성에 필수적인 것으로 보고 있다. 강력한 탄소 시장은 투자자와 산업이 화석연료에서의 전환을 이끌어 준다. 2020년의 한 연구에 따르면 EU ETS는 탄소 가격이 낮은 가격으로 설정되었음에도 불구하고 CO2 배출을 성공적으로 감소시켰다. 2023년에 EU ETS의 효과에 관한 연구는 2005년부터 2012년까지 탄소 배출량이 -10% 감소하였으며 이로 인해 규제된 기업의 이익이나 고용에는 영향이 없었다.2023년 2월에 EU 배출 허가권의 가격은 100유로/tCO2($118)를 넘었다.

### 인도
2014년에 세 달간의 시범 기간 이후 거래가 시작될 예정이다. 이것은 인도의 산업 에너지 소비의 54%를 담당하는 여덟 개 부문을 대상으로 하는 의무적인 에너지 효율 거래 체계다. 인도는 2020년까지 2005년 수준에서 배출 강도를 20~25% 감축할 것을 약속했다. 이 체계에 따르면, 연간 효율 목표가 기업에 할당될 것이다. 목표 연도 동안 절약된 에너지 양에 따라 거래 가능한 에너지 절약 허가가 발급될 것이다.

### 일본
일본은 의무적인 배출권 거래 체계를 갖고 있지 않다. 2010년 정부(하토야마 내각)는 하나를 도입할 계획이 있었지만, 하토야마가 총리직에서 사퇴한 후에 이 계획은 산업계의 반대로 인해 모멘텀을 잃었으며 결국 무산되었다. 일본은 자발적인 체계를 가지고 있다. 게다가 교토 현은 자발적인 배출권 거래 체계를 갖고 있다.
그러나 도쿄와 사이타마 현에는 두 개의 지역 의무적인 체계가 존재한다. 도쿄 시는 "북유럽의 전체 국가들과 같은 양의 에너지를 소비하며, 그 생산량은 세계 16위 국가의 GDP와 맞먹는다". 도쿄 시의 상위 1,400개 배출원을 대상으로 한 캡 앤 트레이드 탄소 거래 체계가 2010년 4월에 시작되었으며 도쿄 도정이 집행 및 감독하고 있다.1단계는 일본의 자발적인 체계와 유사하며 2015년까지 지속되었다. 배출원은 조직 유형에 따라 6% 또는 8%의 배출 감축을 해야 했으며, 2011년부터 한도를 초과한 경우에는 맞춤형 허가권을 구매하거나 재생 에너지 인증서를 투자하거나 작은 기업이나 지점에서 발행된 오프셋 크레딧을 구매해야 했다.준수하지 않는 오염자들은 1.3배의 초과 배출을 위해 500,000엔의 벌금과 함께 책임을 져야 했다. 4년째에는 기준 연도 배출량 대비 23%가 줄었다.2단계(FY2015-FY2019)에서는 목표가 15-17%로 증가할 것으로 예상되었다. 목표는 2020년까지 2000년 수준에서 도쿄의 탄소 배출을 25% 감축하는 것이다.
도쿄가 캡 앤 트레이드 체계를 시작한 후 1년 후, 이웃인 사이타마 현도 매우 유사한 체계를 시작했다. 두 체계는 연결되어 있다.

### 뉴질랜드
뉴질랜드 배출권 거래 체계(NZ ETS)는 가격 하한선, 산림 오프셋, 배출 권한의 무료 할당 및 경매 등이 특징인 모든 가스 부분적 범위의 미 제한 국내 배출권 거래제다.
NZ ETS는 처음에는 뉴질랜드의 제5 노동 정부(2008년 9월)에서 제정된 기후 변화 대응(배출권 거래) 개정 법안으로 입법되었으며, 이후 2009년 11월과 2012년 11월에 제5 뉴질랜드 정부에 의해 수정되었다.

2010년부터 현재까지의 뉴질랜드 배출권 거래 제도에서 뉴질랜드 배출권 단가

NZ ETS는 2015년까지 국제 탄소 시장과 매우 연계되어 있었으며 대부분의 교토 프로토콜 배출권을 무제한으로 수입할 수 있었다. 국내 배출권은 '뉴질랜드 단위'(NZU)라고 하며, 2020년부터 유닛의 경매가 시작될 때까지 발급이 자유 할당으로 이루어졌다. NZU는 탄소 1톤과 동등하다. 단위의 무료 할당은 부문에 따라 다르다. 상업 어업 부문(참가자가 아님)은 역사적인 기준에 따라 일회성 무료 할당을 받았다. 1990년 이전의 숲 소유자들은 일정한 양의 무료 할당을 받았다. 배출량 집중 산업에는 생산 강도에 따라 무료 할당이 제공된다. 이 부문에는 할당할 수 있는 단위의 고정된 한도가 없다. 자격이 있는 배출자들에게 할당되는 단위의 수는 정의된 '활동' 내에서의 단위당 평균 배출에 기초한다. Bertram과 Terry(2010년, p16)는 NZ ETS가 배출을 '제한'하지 않기 때문에 NZ ETS가 경제학 문헌에서 이해하는 바의 캡 앤 트레이드 체계가 아니라고 말한다.
일부 이해 관계자들은 NZ ETS를 그것의 관대한 무료 배출권 할당과 탄소 가격 신호의 부족(환경 의원)및 배출 감소에서의 비효율성(Greenpeace Aotearoa New Zealand)으로 비난했다.

### 대한민국
대한민국의 국가 배출권 거래 체계는 공식적으로 2015년 1월 1일에 시작되었으며, 23개 부문의 525개 업체를 대상으로 한다. 1.8687억 tCO2e의 3년간 배출량 상한으로, 현재는 EU ETS에 이어 세계에서 두 번째로 큰 탄소 시장을 형성하고 있다. 이는 대한민국의 배출량의 대략 3분의 2에 해당한다. 대한민국의 배출권 거래 체계는 2020년까지 비즈니스 어스 유얼 시나리오 대비 온실 가스 배출량을 30% 줄이기 위한 대한민국의 노력의 일환이다.

### 영국
영국 배출권 거래제(UK ETS)는 영국의 탄소 배출 거래 체계다. 이는 캡 앤 트레이드 방식으로 운영되며, 영국이 유럽 연합에서 탈퇴한 후인 2021년 1월 1일에 시작되었다. 캡은 영국의 2050년 순 영 허용에 맞추어 줄어든다.

### 미국
미국에서는 2017년 기준으로 국가적인 배출권 거래 체계가 없다. 국회의 의회 승인을 받지 못한 채, 바라크 오바마 대통령은 대신 미국 환경보호청을 통해 배출권 거래를 특징으로 하지 않는 깨끗한 에너지 계획을 채택하려고 노력했다. 이후 도널드 트럼프 대통령의 행정부에 의해 해당 계획이 도전을 받았다.
연방 조치 부재에 대한 우려로, 동쪽과 서쪽 해안의 몇몇 주에서는 지역적인 캡 앤 트레이드 프로그램을 만들었다.
2010년 버락 오바마 대통령이 제안한 미국 연방 예산안에는 연간 150억 달러의 깨끗한 에너지 개발을 지원하기 위한 10년 투자가 포함되어 있었다. 이 금액은 온실 가스 배출권의 판매에서 발생하였다. 제안된 캡 앤 트레이드 프로그램에 따르면, 모든 온실 가스 배출권이 경매되어 총액으로 약 2012년 연방 예산연도에 대략 787억 달러, 2019년까지는 830억 달러의 추가 수입을 발생시킬 것으로 추정되었다. 그러나 이 제안은 법률로 제정되지 않았다.
미국 국회 상원에서 2009년 6월 26일에 경축 자산 거래 법안인 미국 깨끗한 에너지 및 안보법(H.R. 2454)이 219 대 212의 표결로 통과되었다. 이 법안은 하원 에너지 상공위원회에서 기원하였으며, 대표는 Henry A. Waxman와 Edward J. Markey였다. 자유주의 선동 단체인 FreedomWorks와 Americans for Prosperity는 코크 형제인 David와 Charles Koch가 후원한 티 파티 운동을 이 법안을 물리치기 위해 집중시키도록 격려했다.비록 공화당의 린지 그레이엄, 독립 및 이전 민주당인 조 리버먼, 그리고 민주당인 존 캐리의 노력을 통해 캡 앤 트레이드도 상원에서 상당한 영향력을 얻었지만, 이 법안은 상원에서 폐기되었다.

## 글로벌 탄소 시장
국제 탄소 시장은 기후 변화를 막는 데 중요한 역할을 할 수 있다. 파리 협정은 이를 창설하기 위한 법적 기반을 제공했다. 2024년 초에는 본 회의에서 새로운 도구와 감독 기관이 만들어졌으며 이 아이디어가 어느 정도 진전을 보였다. 그 중 하나의 목적은 메커니즘 시행 중에 인권 문제에 대응하는 것이다. 이러한 시장을 설립하기 위해서는 참여 국가에서 수용 능력 구축 조치가 필요하다. 이러한 조치들은 참여국의 지정 국가 기관의 수가 11월 2일의 64에서 3월 1일에 72로 상승함에 따라 진전하고 있다.
유럽연합 배출권 거래제의 규정에는 다른 거래 체계와 연결할 수 있는 가능성이 포함되어 있다.이것은 이미 스위스 배출권 거래 시스템에서 일어난 일이다.중국은 유럽연합의 탄소 국경 조정 메커니즘보다는 전 세계적인 탄소 시장을 지지한다고 밝혔다.
2023년에는 전 세계적인 탄소 시장의 가치가 9487.5억 달러였다. 이는 2028년에는 2.68조 달러로 증가할 것으로 예상되며, 2050년에는 22조 달러에 달할 것으로 예상된다.

## 사회와 문화

### 여론
미국에서는 대부분의 여론조사가 배출권 거래(일반적으로 캡 앤 트레이드로 알려짐)를 대부분 지지하는 것을 보여준다. 이러한 대다수의 지지는 워싱턴 포스트/ABC 뉴스, 조그비 인터내셔널, 그리고 예일 대학교에서 실시한 여론조사에서 확인할 수 있다. 폴리티팩트에 따르면, 배출권 거래가 미국에서 인기가 없다는 것은 조그비 인터내셔널과 라스무슨(Rasmussen)에서 이전에 실시한 여론조사에서 "신규 세금"(세금은 배출권 거래의 일부가 아님)이나 고 에너지 비용 추정치를 그대로 포함하여 문제가 제기된 것이 오해로 평가되었다.

## 같이 보기
- 탄소세